# Centre de recherches médicales de Lambaréné
Le Centre de recherches médicales de Lambaréné, en abrégé CERMEL, est une institution de recherche située aux abords de l'hôpital Albert-Schweitzer, dans la ville de Lambaréné, au Gabon. Il a pour principale activité la recherche clinique sur les maladies infectieuses présentes au Gabon et, plus généralement, en Afrique, ainsi que dans les zones tropicales se trouvant en dehors du continent africain. Le paludisme, les helminthiases, les filarioses, la COVID-19, la maladie à virus Ebola et diverses autres maladies virales sont parmi les principaux sujets de recherche étudiés au CERMEL. Le centre est également actif dans le développement et la mise en oeuvre de projets de recherche fondamentale et de projets de recherche en sciences sociales,,,,,.
L'infectiologue Peter Kremsner en est le président du conseil d'administration.

## Principaux apports dans la recherche

### Recherche sur le paludisme
Parmi ses principales contributions à la recherche, l'on dénombre sa participation au développement et à l'évaluation clinique, au cours de phases 2 et 3, du candidat vaccin RTS,S/AS01, le premier vaccin antipaludique. Quelques années plus tard, le vaccin fera la preuve de son efficacité et de son innocuité dans d'autres pays du continent et sera approuvé, puis mis à la disposition d'une douzaine de pays africains,,,.
Le CERMEL a été l'un des principaux acteurs dans l'évaluation clinique du traitement prophylactique du paludisme. Son étude sur un échantillon de 320 enfants a permis de mettre en évidence l'efficacité et l'innocuité du traitement chez des enfants résidant en zone endémique.
Des chercheurs du CERMEL ont par ailleurs contribué à l'évaluation, durant les phases 2 et 3b, du traitement curatif du paludisme à l'aide de la combinaison médicamenteuse pyronaridine/artésunate. Les deux études, ayant recruté des populations différentes (adultes et enfants) et dans différentes régions (l'étude de phase 3b était un essai clinique multicentrique mené dans 5 pays africains), ont permis de confirmer l'efficacité du traitement face à des formes de paludisme dites non compliquées,.

### Travaux sur d'autres maladies
Le CERMEL est impliqué dans la recherche sur la maladie à virus Ebola. Au fil des années, des essais cliniques vaccinaux y ont été menés, permettant ainsi d'enrichir la connaissance globale de la maladie et de l'immunogénicité des différents vaccins soumis aux tests,,.
La recherche sur la filariose à Loa loa, une maladie qui touche plus de 20 millions d'individus en Afrique, est aussi un des domaines dans lesquels les chercheurs du CERMEL sont actifs. Plusieurs études sur cette maladie tropicale hautement négligée (qui ne figure pas dans la liste des maladies tropicales négligées de l'Organisation mondiale de la Santé, OMS) ont été publiées par des chercheurs du CERMEL. Ces études concernent différents aspects tels que l'impact de la maladie sur la qualité de vie, la connaissance de la maladie par les principales populations affectées, ou la description clinique et épidémiologique de la maladie,,.

### Prises de position dans le débat public
À la suite de la controverse suscitée par l'intervention de deux chercheurs français sur la chaîne de télévision LCI, au cours de laquelle ils suggèrent de conduire des essais cliniques de traitements contre le COVID-19 en Afrique, car manquant de régulation, le Pr Ayola Akim Adegnika, un des directeurs du CERMEL, fustige ces propos qu'ils qualifient de "choquant(s) et même dangereux". Il souligne néanmoins la nécessité de mener plus d'essais cliniques en Afrique qu'il n'y en a actuellement, tout en se conformant aux normes en vigueur dans chaque état et aux recommandations d'instances internationales telles que l'OMS. Ces règles et recommandations permettant, entre autres, de garantir l'intérêt des participants aux études et de maximiser la balance bénéfice/risque en leur faveur.